# Statistiche e record di Matteo Berrettini
In questa pagina sono riportate le statistiche e i record realizzati da Matteo Berrettini durante la carriera tennistica.

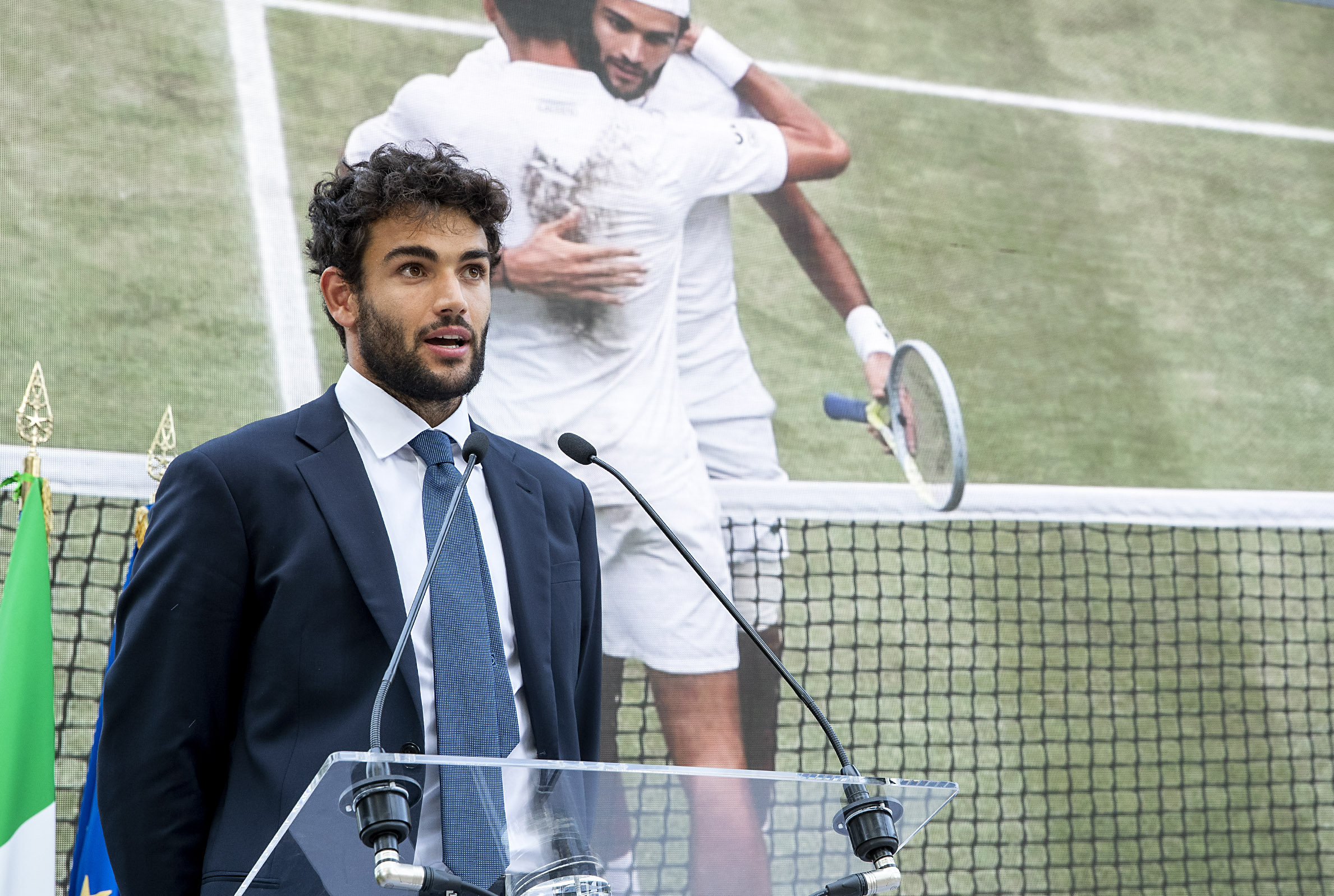
Matteo Berrettini nel 2021 ai giardini del Palazzo del Quirinale dopo la finale del torneo di Wimbledon 2021.

| Finali in carriera |                     |       |       |     |      |
| Specialità         | Categoria           | Vinte | Perse | Tot | V %  |
| Singolare          | Grande Slam         | 0     | 1     | 1   | 0%   |
| Singolare          | Olimpiadi estive    | –     | –     | –   | –    |
| Singolare          | Tour Finals         | –     | –     | –   | –    |
| Singolare          | ATP Masters 1000    | 0     | 1     | 1   | 0%   |
| Singolare          | ATP Tour 500        | 2     | 0     | 2   | 100% |
| Singolare          | ATP Tour 250        | 8     | 4     | 12  | 67%  |
| Singolare          | Totale              | 10    | 6     | 16  | 63%  |
| Doppio             | Grande Slam         | –     | –     | –   | –    |
| Doppio             | Olimpiadi estive    | –     | –     | –   | –    |
| Doppio             | Torneo di fine anno | –     | –     | –   | –    |
| Doppio             | ATP Masters 1000    | –     | –     | –   | –    |
| Doppio             | ATP Tour 500        | –     | –     | –   | –    |
| Doppio             | ATP Tour 250        | 2     | 1     | 3   | 67%  |
| Doppio             | Coppa Davis         | 1     | 0     | 1   | 100% |
| Doppio             | ATP Cup             | 0     | 1     | 1   | 0%   |
| Doppio             | Laver Cup           | 1     | 0     | 1   | 100% |
| Doppio             | United Cup          | 0     | 1     | 1   | 0%   |
| Doppio             | Totale              | 4     | 3     | 7   | 57%  |
| Totale             | Totale              | 14    | 9     | 23  | 61%  |

## Statistiche

### Singolare

#### Vittorie (10)
| Legenda              |
| Grande Slam (0)      |
| ATP Finals (0)       |
| ATP Masters 1000 (0) |
| ATP Tour 500 (2)     |
| ATP Tour 250 (8)     |

| N.  | Data           | Torneo                                 | Superficie  | Avversario in finale    | Punteggio        |
| 1.  | 29 luglio 2018 | Swiss Open Gstaad, Gstaad              | Terra rossa | Roberto Bautista Agut   | 7–6(9), 6–4      |
| 2.  | 28 aprile 2019 | Hungarian Open, Budapest               | Terra rossa | Filip Krajinović        | 4–6, 6–3, 6–1    |
| 3.  | 16 giugno 2019 | Stuttgart Open, Stoccarda              | Erba        | Félix Auger-Aliassime   | 6–4, 7–6(11)     |
| 4.  | 25 aprile 2021 | Serbia Open, Belgrado                  | Terra rossa | Aslan Karacev           | 6–1, 3–6, 7–6(0) |
| 5.  | 20 giugno 2021 | Queen's Club Championships, Londra     | Erba        | Cameron Norrie          | 6–4, 6(5)–7, 6–3 |
| 6.  | 12 giugno 2022 | Stuttgart Open, Stoccarda (2)          | Erba        | Andy Murray             | 6–4, 5–7, 6–3    |
| 7.  | 19 giugno 2022 | Queen's Club Championships, Londra (2) | Erba        | Filip Krajinović        | 7–5, 6–4         |
| 8.  | 7 aprile 2024  | Grand Prix Hassan II, Marrakech        | Terra rossa | Roberto Carballés Baena | 7–5, 6–2         |
| 9.  | 21 luglio 2024 | Swiss Open Gstaad, Gstaad (2)          | Terra rossa | Quentin Halys           | 6–3, 6–1         |
| 10. | 27 luglio 2024 | Austrian Open, Kitzbühel               | Terra rossa | Hugo Gaston             | 7–5, 6–3         |

#### Finali perse (6)
| Legenda              |
| Grande Slam (1)      |
| ATP Finals (0)       |
| ATP Masters 1000 (1) |
| ATP Tour 500 (0)     |
| ATP Tour 250 (4)     |

| N. | Data            | Torneo                                                 | Superficie  | Avversario in finale | Punteggio             |
| 1. | 5 maggio 2019   | Internazionali di Tennis di Baviera, Monaco di Baviera | Terra rossa | Cristian Garín       | 1–6, 6–3, 6(1)–7      |
| 2. | 9 maggio 2021   | Madrid Open, Madrid                                    | Terra rossa | Alexander Zverev     | 7–6(8), 4–6, 3–6      |
| 3. | 11 luglio 2021  | Wimbledon, Londra                                      | Erba        | Novak Đoković        | 7–6(4), 4–6, 4–6, 3–6 |
| 4. | 24 luglio 2022  | Swiss Open Gstaad, Gstaad                              | Terra rossa | Casper Ruud          | 6–4, 6(4)–7, 2–6      |
| 5. | 23 ottobre 2022 | Tennis Napoli Cup, Napoli                              | Cemento     | Lorenzo Musetti      | 6(5)–7, 2–6           |
| 6. | 16 giugno 2024  | Stuttgart Open, Stoccarda                              | Erba        | Jack Draper          | 6–3, 6(5)–7, 4–6      |

### Doppio

#### Vittorie (2)
| Legenda              |
| Grande Slam (0)      |
| ATP Finals (0)       |
| ATP Masters 1000 (0) |
| ATP Tour 500 (0)     |
| ATP Tour 250 (2)     |

| N. | Data              | Torneo                               | Superficie  | Compagno          | Avversari in finale           | Punteggio      |
| 1. | 29 luglio 2018    | Swiss Open Gstaad, Gstaad            | Terra rossa | Daniele Bracciali | Denys Molčanov Igor Zelenay   | 7–6(2), 7–6(5) |
| 2. | 23 settembre 2018 | St. Petersburg Open, San Pietroburgo | Cemento (i) | Fabio Fognini     | Roman Jebavý Matwé Middelkoop | 7–6(6), 7–6(4) |

#### Finali perse (1)
| Legenda              |
| Grande Slam (0)      |
| ATP Finals (0)       |
| ATP Masters 1000 (0) |
| ATP Tour 500 (0)     |
| ATP Tour 250 (1)     |

| N. | Data              | Torneo                               | Superficie  | Compagno       | Avversari in finale       | Punteggio        |
| 1. | 22 settembre 2019 | St. Petersburg Open, San Pietroburgo | Cemento (i) | Simone Bolelli | Divij Sharan Igor Zelenay | 3–6, 6–3, [8–10] |

### Vittorie nelle competizioni a squadre (1)
| Legenda       |
| ------------- |
| Laver Cup (1) |

| N. | Data              | Torneo            | Superficie  | Compagno/i  | Avversari in finale | Punteggio |
| -- | ----------------- | ----------------- | ----------- | ----------- | ------------------- | --------- |
| 1. | 26 settembre 2021 | Laver Cup, Boston | Cemento (i) | Team Europe | Team World          | 14–1      |

### Coppa Davis

#### Le annate vincenti
| Edizione | Compagni di squadra                                              | Turno/Avversario |
| -------- | ---------------------------------------------------------------- | --- |
| 2024     | Jannik Sinner, Simone Bolelli, Lorenzo Musetti, Andrea Vavassori | RR: Italia-Brasile 2–1, Italia-Belgio 2–1 e Italia-Paesi Bassi 2–1 QF: Italia-Argentina 2–1 SF: Italia-Australia 2–0 F: Italia-Paesi Bassi 2–0 |

#### Tutti gli incontri
| Gruppo                 |
| ---------------------- |
| Gruppo Mondiale (10–3) |
| WG Play-off (1–1)      |
| Gruppo I (0–0)         |
| Gruppo II (0–0)        |
| Gruppo III (0–0)       |
| Gruppo IV (0–0)        |

| Incontri per superficie |
| ----------------------- |
| Cemento (10–3)          |
| Terra rossa (0–0)       |
| Erba (1–1)              |

| Tipologia di incontro |
| --------------------- |
| Singolare (9–2)       |
| Doppio (2–2)          |

| Risultato | No.                                                                                        | Tipo di incontro (eventuale compagno)                                                      | Nazione avversaria                                                                         | Giocatore/i avversario/i                                                                   | Punteggio                                                                                  |
| 3–1; 1 – 2 febbraio 2019; Calcutta South Club, Calcutta, India; Play-Off World Group; Erba                                      | 3–1; 1 – 2 febbraio 2019; Calcutta South Club, Calcutta, India; Play-Off World Group; Erba | 3–1; 1 – 2 febbraio 2019; Calcutta South Club, Calcutta, India; Play-Off World Group; Erba | 3–1; 1 – 2 febbraio 2019; Calcutta South Club, Calcutta, India; Play-Off World Group; Erba | 3–1; 1 – 2 febbraio 2019; Calcutta South Club, Calcutta, India; Play-Off World Group; Erba | 3–1; 1 – 2 febbraio 2019; Calcutta South Club, Calcutta, India; Play-Off World Group; Erba |
| --- | ------------------------------------------------------------------------------------------ | ------------------------------------------------------------------------------------------ | ------------------------------------------------------------------------------------------ | ------------------------------------------------------------------------------------------ | ------------------------------------------------------------------------------------------ |
| Vittoria | 1.                                                                                         | Singolare                                                                                  | India                                                                                      | Prajnesh Gunneswaran                                                                       | 6–4, 6–3                                                                                   |
| Sconfitta | 2.                                                                                         | Doppio (con Simone Bolelli)                                                                | India                                                                                      | Rohan Bopanna / Divij Sharan                                                               | 6–4, 3–6, 4–6                                                                              |
| 1–2; 18 novembre 2019; Caja Mágica, Madrid, Spagna; Round Robin World Group; Cemento (i)                                        |                                                                                            |                                                                                            |                                                                                            |                                                                                            |                                                                                            |
| Sconfitta | 3.                                                                                         | Singolare                                                                                  | Canada                                                                                     | Denis Shapovalov                                                                           | 6(5)–7, 7–6(3), 6(5)–7                                                                     |
| Vittoria | 4.                                                                                         | Doppio (con Fabio Fognini)                                                                 | Canada                                                                                     | Vasek Pospisil / Denis Shapovalov                                                          | 6–2, 3–6, 6–3                                                                              |
| 1–2; 20 novembre 2019; Caja Mágica, Madrid, Spagna; Round Robin World Group; Cemento (i)                                        |                                                                                            |                                                                                            |                                                                                            |                                                                                            |                                                                                            |
| Sconfitta | 5.                                                                                         | Singolare                                                                                  | Stati Uniti                                                                                | Taylor Fritz                                                                               | 7–5, 6(5)–7, 2–6                                                                           |
| 3–0; 14 settembre 2022; Unipol Arena, Bologna, Italia; Play-off World Group; Cemento (i)                                        |                                                                                            |                                                                                            |                                                                                            |                                                                                            |                                                                                            |
| Vittoria | 6.                                                                                         | Singolare                                                                                  | Croazia                                                                                    | Borna Ćorić                                                                                | 6(4)–7, 6–2, 6–1                                                                           |
| 2–1; 16 settembre 2022; Unipol Arena, Bologna, Italia; Play-off World Group; Cemento (i)                                        |                                                                                            |                                                                                            |                                                                                            |                                                                                            |                                                                                            |
| Vittoria | 7.                                                                                         | Singolare                                                                                  | Argentina                                                                                  | Sebastián Báez                                                                             | 6–2, 6–3                                                                                   |
| 2–1; 18 settembre 2022; Unipol Arena, Bologna, Italia; Play-off World Group; Cemento (i)                                        |                                                                                            |                                                                                            |                                                                                            |                                                                                            |                                                                                            |
| Vittoria | 8.                                                                                         | Singolare                                                                                  | Svezia                                                                                     | Elias Ymer                                                                                 | 6–4, 6–4                                                                                   |
| 1–2; 26 novembre 2022; Palacio de Deportes José María Martín Carpena, Malaga, Spagna; Semifinale World Group; Cemento (i)       |                                                                                            |                                                                                            |                                                                                            |                                                                                            |                                                                                            |
| Sconfitta | 9.                                                                                         | Doppio (con Fabio Fognini)                                                                 | Canada                                                                                     | Félix Auger-Aliassime / Vasek Pospisil                                                     | 6(2)–7, 5–7                                                                                |
| 2–1; 11 settembre 2024; Unipol Arena, Bologna, Italia; Play-off World Group; Cemento (i)                                        |                                                                                            |                                                                                            |                                                                                            |                                                                                            |                                                                                            |
| Vittoria | 10.                                                                                        | Singolare                                                                                  | Brasile                                                                                    | João Fonseca                                                                               | 6–1, 7–6(5)                                                                                |
| 2–1; 13 settembre 2024; Unipol Arena, Bologna, Italia; Play-off World Group; Cemento (i)                                        |                                                                                            |                                                                                            |                                                                                            |                                                                                            |                                                                                            |
| Vittoria | 11.                                                                                        | Singolare                                                                                  | Belgio                                                                                     | Alexander Blockx                                                                           | 3–6, 6–2, 7–5                                                                              |
| 1–0; 15 settembre 2024; Unipol Arena, Bologna, Italia; Play-off World Group; Cemento (i)                                        |                                                                                            |                                                                                            |                                                                                            |                                                                                            |                                                                                            |
| Vittoria | 12.                                                                                        | Singolare                                                                                  | Paesi Bassi                                                                                | Botic van de Zandschulp                                                                    | 3–6, 6–4, 6–4                                                                              |
| 2–1; 21 novembre 2024; Palacio de Deportes José María Martín Carpena, Malaga, Spagna; Quarti di finale World Group; Cemento (i) |                                                                                            |                                                                                            |                                                                                            |                                                                                            |                                                                                            |
| Vittoria | 13.                                                                                        | Doppio (con Jannik Sinner)                                                                 | Argentina                                                                                  | Máximo González / Andrés Molteni                                                           | 6–4, 7–5                                                                                   |
| 2–0; 23 novembre 2024; Palacio de Deportes José María Martín Carpena, Malaga, Spagna; Semifinale World Group; Cemento (i)       |                                                                                            |                                                                                            |                                                                                            |                                                                                            |                                                                                            |
| Vittoria | 14.                                                                                        | Singolare                                                                                  | Australia                                                                                  | Thanasi Kokkinakis                                                                         | 6(6)–7, 6–3, 7-5                                                                           |
| 2–0; 24 novembre 2024; Palacio de Deportes José María Martín Carpena, Malaga, Spagna; Finale World Group; Cemento (i)           |                                                                                            |                                                                                            |                                                                                            |                                                                                            |                                                                                            |
| Vittoria | 15.                                                                                        | Singolare                                                                                  | Paesi Bassi                                                                                | Botic van de Zandschulp                                                                    | 6–4, 6–2                                                                                   |

### Tornei minori

#### Singolare

##### Vittorie (5)
| Legenda tornei minori |
| Challenger (3)        |
| Futures (2)           |

| N. | Data             | Torneo                                             | Superficie  | Avversario in finale | Punteggio           |
| 1. | 11 ottobre 2015  | Italy F30, Santa Margherita di Pula                | Terra rossa | Andrea Basso         | 4–6, 6–3, 6–3       |
| 2. | 12 febbraio 2017 | Switzerland F1, Oberentfelden                      | Cemento (i) | Laurent Lokoli       | 6–2, 6–4            |
| 3. | 23 luglio 2017   | San Benedetto Tennis Cup, San Benedetto del Tronto | Terra rossa | Laslo Đere           | 6–3, 6–4            |
| 4. | 25 febbraio 2018 | Internazionali di Tennis di Bergamo, Bergamo       | Cemento (i) | Stefano Napolitano   | 6–2, 3–6, 6–2       |
| 5. | 17 marzo 2019    | Arizona Tennis Classic, Phoenix                    | Cemento     | Michail Kukuškin     | 3–6, 7–6(6), 7–6(2) |

##### Finali perse (8)
| Legenda tornei minori |
| Challenger (6)        |
| Futures (2)           |

| N. | Data              | Torneo                                            | Superficie    | Avversario in finale | Punteggio           |
| 1. | 13 settembre 2015 | Turkey F35, Adalia                                | Cemento       | Matija Pecotić       | 7–6(6), 6(4)–7, 2–6 |
| 2. | 11 settembre 2016 | Italy F28, Reggio Emilia                          | Terra rossa   | Stefano Travaglia    | w/o                 |
| 3. | 27 novembre 2016  | Internazionali di Tennis Castel del Monte, Andria | Sintetico (i) | Luca Vanni           | 7–5, 0–6, 3–6       |
| 4. | 25 marzo 2017     | International Challenger Quanzhou, Quanzhou       | Cemento       | Thomas Fabbiano      | 6(5)–7, 6(7)–7      |
| 5. | 12 agosto 2017    | Slovenia Open Challenger, Portorose               | Cemento       | Serhij Stachovs'kyj  | 7–6(4), 6(6)–7, 3–6 |
| 6. | 17 settembre 2017 | Istanbul Challenger, Istanbul                     | Cemento       | Malek Jaziri         | 6(4)–7, 6–0, 5–7    |
| 7. | 19 marzo 2018     | Irving Tennis Classic, Irving                     | Cemento       | Michail Kukuškin     | 2–6, 6–3, 1–6       |
| 8. | 17 marzo 2024     | Arizona Tennis Classic, Phoenix                   | Cemento       | Nuno Borges          | 5–7, 6(4)–7         |

#### Doppio

##### Vittorie (4)
| Legenda tornei minori |
| Challenger (0)        |
| Futures (4)           |

| N. | Data             | Torneo                              | Superficie  | Compagno          | Avversari in finale                | Punteggio           |
| 1. | 28 marzo 2015    | Turkey F12, Adalia                  | Cemento     | Filippo Baldi     | Edoardo Eremin Lorenzo Sonego      | 6(3)–7, 6–2, [10–0] |
| 2. | 10 ottobre 2015  | Italy F30, Santa Margherita di Pula | Terra rossa | Andrea Pellegrino | Filippo Baldi Gianluca Naso        | w/o                 |
| 3. | 4 settembre 2016 | Italy F27, Trieste                  | Terra rossa | Jacopo Stefanini  | Florian Fallert Tobias Simon       | 7–6(3), 6–3         |
| 4. | 9 settembre 2016 | Italy F28, Reggio Emilia            | Terra rossa | Jacopo Stefanini  | Andrea Pellegrino Andrea Vavassori | 6–3, 7–6(5)         |

##### Finali perse (1)
| Legenda tornei minori |
| Challenger (0)        |
| Futures (1)           |

| N. | Data           | Torneo                             | Superficie  | Compagno      | Avversari in finale             | Punteggio        |
| 1. | 15 maggio 2015 | Italy F9, Santa Margherita di Pula | Terra rossa | Filippo Baldi | Pietro Licciardi Pietro Rondoni | 6–3, 4–6, [7–10] |

### Tornei di esibizione

#### Singolare

##### Vittorie (1)
| N. | Data           | Torneo                          | Superficie | Avversario in finale | Punteggio                      |
| 1. | 16 luglio 2020 | Ultimate Tennis Showdown, Nizza | Cemento    | Stefanos Tsitsipas   | 16–15, 15–12, 12–14, 8–15, 3–2 |

#### Doppio

##### Finali perse (1)
| N. | Data             | Torneo                       | Superficie | Compagno      | Avversari in finale             | Punteggio           |
| 1. | 10 dicembre 2022 | Diriyah Tennis Cup, Dirʿiyya | Cemento    | Andrej Rublëv | Hubert Hurkacz Dominic Stricker | 6(8)–7, 6–4, [7–10] |

## Risultati in progressione

### Singolare
| V | F | SF | QF | #T | RR | Q# | A | Z# | PO | O | F-A | SF-B | ND |

(V) Torneo vinto; raggiunto (F) finale, (SF) semifinale, (QF) quarti di finale, (#T) turni 4, 3, 2, 1; (RR) round - robin; (Q#) Turno di qualificazione; (A) assente dal torneo; (Z#) Zona gruppo Coppa Davis/Fed Cup (con indicazione numero); (PO) play-off Coppa Davis o Fed Cup; vinto un (O) oro, (F-A) argento o (SF-B) bronzo ai Giochi Olimpici; (ND) torneo non disputato.
Statistiche aggiornate alla Cincinnati Open 2025
| Torneo                     | 2017          | 2018          | 2019          | 2020          | 2021          | 2022          | 2023          | 2024          | 2025          | Titoli       | V-S          | V%           |
| Grande Slam                |               |               |               |               |               |               |               |               |               |              |              |              |
| Australian Open            | A             | 1T            | 1T            | 2T            | 4T            | SF            | 1T            | A             | 2T            | 0 / 7        | 10–6         | 63%          |
| Roland Garros              | A             | 3T            | 2T            | 3T            | QF            | A             | A             | A             | A             | 0 / 4        | 8–4          | 67%          |
| Wimbledon                  | A             | 2T            | 4T            | ND            | F             | A             | 4T            | 2T            | 1T            | 0 / 6        | 14–6         | 70%          |
| US Open                    | Q2            | 1T            | SF            | 4T            | QF            | QF            | 2T            | 2T            |               | 0 / 7        | 18–7         | 72%          |
| Vittorie-Sconfitte         | -             | 3–4           | 9–4           | 6–3           | 16–3          | 9–2           | 4–3           | 2–2           | 1–2           | 0 / 24       | 50–23        | 68%          |
| ATP Finals                 |               |               |               |               |               |               |               |               |               |              |              |              |
| ATP Finals                 | NQ            | NQ            | RR            | NQ            | RR            | NQ            | NQ            | NQ            |               | 0 / 2        | 1–3          | 25%          |
| Vittorie-Sconfitte         | -             | -             | 1–2           | -             | 0–1           | -             | -             | -             | -             | 0 / 2        | 1–3          | 25%          |
| Nazionale e Laver Cup      |               |               |               |               |               |               |               |               |               |              |              |              |
| Giochi Olimpici            | Non disputati | Non disputati | Non disputati | Non disputati | A             | Non disputati | Non disputati | A             | ND            | 0 / 0        | 0–0          | -            |
| Coppa Davis                | A             | A             | RR            | ND            | A             | SF            | A             | V             |               | 1 / 3        | 9–2          | 82%          |
| ATP Cup                    | Non disputata | Non disputata | Non disputata | A             | F             | RR            | Non disputata | Non disputata | Non disputata | 0 / 2        | 4–3          | 57%          |
| Laver Cup                  | A             | A             | A             | ND            | V             | F             | A             | A             |               | 1 / 2        | 2–0          | 100%         |
| United Cup                 | Non disputata | Non disputata | Non disputata | Non disputata | Non disputata | Non disputata | F             | A             | A             | 0 / 1        | 3–2          | 60%          |
| Vittorie-Sconfitte         | -             | -             | 1–2           | -             | 4–1           | 5–2           | 3–2           | 6–0           | -             | 2 / 8        | 19–7         | 73%          |
| ATP Tour Masters 1000      |               |               |               |               |               |               |               |               |               |              |              |              |
| Indian Wells               | A             | 2T            | 1T            | ND            | 3T            | 4T            | 2T            | A             | 3T            | 0 / 6        | 4–6          | 38%          |
| Miami                      | A             | Q1            | 1T            | ND            | A             | A             | 2T            | 1T            | QF            | 0 / 4        | 3–4          | 42%          |
| Monte Carlo                | A             | A             | 1T            | ND            | 2T            | A             | 3T            | 1T            | 3T            | 0 / 5        | 4–4          | 50%          |
| Madrid                     | A             | Q1            | A             | ND            | F             | A             | A             | A             | 3T            | 0 / 2        | 5–2          | 80%          |
| Roma                       | 1T            | 2T            | 3T            | QF            | 3T            | A             | A             | A             | 3T            | 0 / 6        | 8–6          | 58%          |
| Montréal/Toronto           | A             | A             | A             | ND            | A             | 1T            | 2T            | A             | A             | 0 / 2        | 1–2          | 33%          |
| Cincinnati                 | A             | A             | 1T            | 3T            | 3T            | 1T            | 1T            | 1T            | A             | 0 / 6        | 2–6          | 25%          |
| Shanghai                   | A             | Q1            | SF            | Non disputato | Non disputato | Non disputato | A             | 2T            |               | 0 / 2        | 5–2          | 71%          |
| Parigi                     | A             | A             | 2T            | 2T            | A             | A             | A             | 1T            |               | 0 / 3        | 0–3          | 0%           |
| Vittorie-Sconfitte         | 0–1           | 1–2           | 6–7           | 3–3           | 8–5           | 2–3           | 3–4           | 1–5           | 8–5           | 0 / 35       | 32–35        | 48%          |
| ATP Tour 500               |               |               |               |               |               |               |               |               |               |              |              |              |
| Rotterdam                  | A             | A             | A             | A             | A             | A             | A             | A             | 1T            | 0 / 1        | 0–1          | 0%           |
| Rio de Janeiro             | A             | A             | A             | A             | ND            | QF            | A             | A             | A             | 0 / 1        | 1–1          | 50%          |
| Doha                       | 250           | 250           | 250           | 250           | 250           | 250           | 250           | 250           | QF            | 0 / 1        | 2–1          | 67%          |
| Dubai                      | A             | A             | 1T            | A             | A             | A             | A             | A             | QF            | 0 / 2        | 2–2          | 50%          |
| Acapulco                   | A             | A             | A             | A             | A             | 1T            | QF            | A             | A             | 0 / 2        | 2–2          | 50%          |
| Halle                      | A             | 1T            | SF            | ND            | A             | A             | A             | 2T            | A             | 0 / 3        | 4–3          | 60%          |
| Londra                     | A             | A             | A             | ND            | V             | V             | A             | A             | A             | 2 / 2        | 10–0         | 100%         |
| Tokyo                      | A             | A             | A             | Non disputato | Non disputato | A             | A             | 2T            |               | 0 / 1        | 1–1          | 50%          |
| Pechino                    | A             | 2T            | 1T            | Non disputato | Non disputato | Non disputato | A             | A             |               | 0 / 2        | 1–2          | 33%          |
| Vienna                     | A             | A             | SF            | A             | QF            | A             | A             | QF            |               | 0 / 3        | 7–3          | 71%          |
| Vittorie-Sconfitte         | -             | 1–2           | 6–4           | -             | 7–1           | 6–2           | 2–1           | 4–3           | 4–3           | 2 / 18       | 30–16        | 65%          |
| ATP Tour 250               |               |               |               |               |               |               |               |               |               |              |              |              |
| Doha                       | A             | 2T            | 1T            | A             | A             | A             | A             | A             | 500           | 0 / 2        | 1–2          | 33%          |
| Brisbane                   | A             | A             | A             | Non disputato | Non disputato | Non disputato | Non disputato | A             | 1T            | 0 / 1        | 0–1          | 0%           |
| Adalia                     | A             | A             | A             | ND            | QF            | Non disputato | Non disputato | Non disputato | Non disputato | 0 / 1        | 2–1          | 67%          |
| Auckland                   | A             | A             | 2T            | A             | Non disputato | Non disputato | A             | A             | A             | 0 / 1        | 1–1          | 50%          |
| Marsiglia                  | A             | A             | 2T            | A             | A             | A             | A             | A             | A             | 0 / 1        | 1–1          | 50%          |
| Montpellier                | A             | Q1            | A             | A             | A             | A             | A             | A             | A             | 0 / 0        | 0–0          | -            |
| Marrakech                  | A             | 1T            | A             | Non disputato | Non disputato | A             | A             | V             | A             | 1 / 2        | 5–1          | 83%          |
| Budapest                   | A             | 2T            | V             | Non disputato | Non disputato | Non disputato | Non disputato | Non disputato | Non disputato | 1 / 2        | 6–1          | 86%          |
| Belgrado                   | Non disputato | Non disputato | Non disputato | Non disputato | V             | A             | Non disputato | Non disputato | Non disputato | 1 / 1        | 4–0          | 100%         |
| Monaco di Baviera          | A             | A             | F             | ND            | A             | A             | A             | A             | 500           | 0 / 1        | 4–1          | 80%          |
| Istanbul                   | A             | 1T            | Non disputato | Non disputato | Non disputato | Non disputato | Non disputato | Non disputato | Non disputato | 0 / 1        | 0–1          | 0%           |
| Ginevra                    | Q1            | A             | A             | ND            | A             | A             | A             | A             | A             | 0 / 0        | 0–0          | -            |
| Stoccarda                  | A             | A             | V             | ND            | A             | V             | 1T            | F             | A             | 2 / 4        | 13–2         | 87%          |
| Eastbourne                 | A             | 1T            | A             | ND            | A             | A             | A             | A             | A             | 0 / 1        | 0–1          | 0%           |
| Båstad                     | A             | 2T            | A             | ND            | A             | A             | A             | A             | A             | 0 / 1        | 1–1          | 50%          |
| Gstaad                     | A             | V             | A             | ND            | A             | F             | A             | V             | A             | 2 / 3        | 13–1         | 89%          |
| Kitzbuhel                  | A             | QF            | A             | A             | A             | A             | A             | V             | A             | 1 / 2        | 7–1          | 88%          |
| Winston-Salem              | A             | 3T            | A             | ND            | A             | A             | A             | A             | A             | 0 / 1        | 2–1          | 67%          |
| San Pietroburgo            | A             | 2T            | QF            | 500           | A             | Non disputato | Non disputato | Non disputato | Non disputato | 0 / 2        | 2–2          | 50%          |
| Chengdu                    | A             | 2T            | A             | Non disputato | Non disputato | Non disputato | A             | A             |               | 0 / 1        | 1–1          | 50%          |
| Stoccolma                  | A             | A             | A             | ND            | A             | A             | A             | 2T            |               | 0 / 1        | 1–1          | 50%          |
| Sofia                      | A             | A             | SF            | A             | A             | A             | A             | Non disputato | Non disputato | 0 / 1        | 3–1          | 75%          |
| Firenze                    | Non disputato | Non disputato | Non disputato | Non disputato | Non disputato | 2T            | Non disputato | Non disputato | Non disputato | 0 / 1        | 0–1          | 0%           |
| Mosca                      | A             | 1T            | A             | Non disputato | Non disputato | Non disputato | Non disputato | Non disputato | Non disputato | 0 / 1        | 0–1          | 0%           |
| Napoli                     | Challenger    | Challenger    | Challenger    | Challenger    | Challenger    | F             | ND            | Challenger    | Challenger    | 0 / 1        | 3–1          | 75%          |
| Vittorie-Sconfitte         | -             | 14–11         | 20–6          | -             | 6–1           | 10–3          | 0–1           | 20–2          | 0–1           | 8 / 33       | 70–25        | 74%          |
| Statistiche carriera       |               |               |               |               |               |               |               |               |               |              |              |              |
|                            | 2017          | 2018          | 2019          | 2020          | 2021          | 2022          | 2023          | 2024          | 2025          | Titoli       | V–S          | V %          |
| Tornei ATP disputati       | 1             | 20            | 24            | 6             | 14            | 11            | 10            | 15            | 11            | 112          | 112          | 112          |
| Finali ATP perse           | 0             | 0             | 1             | 0             | 2             | 2             | 0             | 1             | 0             | 6            | 6            | 6            |
| Tornei ATP vinti           | 0             | 1             | 2             | 0             | 2             | 2             | 0             | 3             | 0             | 10           | 10           | 10           |
| Statistiche per superficie |               |               |               |               |               |               |               |               |               |              |              |              |
| Cemento                    | 0–0           | 6–9           | 19–19         | 5–4           | 17–7          | 19–10         | 7–9           | 11–8          | 9–7           | 0 / 66       | 93–73        | 56%          |
| Terra                      | 0–1           | 12–7          | 12–4          | 4–2           | 13–4          | 4–2           | 2–0           | 15–1          | 4–3           | 6 / 31       | 66–24        | 73%          |
| Erba                       | 0–0           | 1–3           | 12–2          | 0–0           | 11–1          | 9–0           | 3–2           | 6–3           | 0–1           | 4 / 15       | 42–12        | 78%          |
| Vittorie-Sconfitte         | 0–1           | 19–19         | 43–25         | 9–6           | 41–12         | 32–12         | 12–11         | 32–12         | 13–11         | 201–109      | 201–109      | 201–109      |
| Vittorie (%)               | 0%            | 50%           | 63%           | 60%           | 77%           | 73%           | 52%           | 73%           | 54%           | 64.84%       | 64.84%       | 64.84%       |
| Ranking                    | 135           | 54            | 8             | 10            | 7             | 16            | 92            | 35            |               | 13 405 602 $ | 13 405 602 $ | 13 405 602 $ |

## Record

### Classifica ATP
- È l'unico degli otto vincitori di almeno due edizioni consecutive del torneo del Queen's a non aver mai raggiunto il primo posto della classifica mondiale.[8]

### Vari
È l'unico tennista al mondo ad aver vinto:
- il torneo di Stoccarda e il Queen's nella stessa stagione.
- 2 volte il torneo di Stoccarda su erba.
- 2 volte il torneo di Gstaad nell'era Open senza perdere un set.
- 1 torneo su terra rossa senza aver mai ceduto il servizio, a pari merito con Alexander Zverev.

È l'unico tennista dell'era Open ad aver vinto due volte consecutive il Queen's Club Championships nelle prime due partecipazioni al torneo.
È uno dei 5 tennisti al mondo ad aver vinto due tornei ATP 250 senza aver mai ceduto il servizio.
È uno dei 6 tennisti dell'era Open ad aver vinto nella stessa stagione i tornei estivi alpini di Gstaad e Kitzbühel, l'unico, insieme ad Àlex Corretja (2002), ad aver compiuto l'impresa senza perdere un set.

## Record nazionali

### Classifica ATP
- È l'unico tennista italiano ad aver terminato tre stagioni consecutive nella top 10.

### Tornei dello Slam
È l'unico tennista italiano ad aver disputato:
- 3 quarti di finale agli US Open.
- almeno i quarti di finale su tre superfici diverse, a pari merito con Jannik Sinner.
- 4 ottavi di finale agli US Open, a pari merito con Jannik Sinner.

Vanta:
- il maggior numero di incontri (18) vinti da un tennista italiano agli US Open.

### Vari
È l'unico tennista italiano ad aver vinto:
- 8 tornei di categoria equivalente all'ATP Tour 250.
- 4 tornei ATP su erba.
- 2 edizioni del Queen's.[9]
- 2 tornei ATP 500 su erba.[10]
- almeno 2 tornei in 4 diverse stagioni (2019, 2021, 2022, 2024).
- 4 tornei ATP senza perdere un set.
- 3 tornei ATP sulla terra rossa nella stessa stagione (2024), a pari merito con Paolo Bertolucci (1977) e Luciano Darderi (2025).
- 22 set consecutivi sulla terra rossa.

È l'unico tennista italiano ad aver disputato:
- 6 finali del circuito maggiore su erba.
- 1 finale al Masters 1000 di Madrid.[11]
- 7 semifinali ATP su erba, a pari merito con Andreas Seppi.

## Testa a testa con altri giocatori

### Testa a testa con giocatori classificati top 10
Testa a testa di Berrettini contro giocatori che si sono classificati nº10 o superiore nella classifica del ranking mondiale
in grassetto i giocatori ancora in attività
| Giocatore                               | Periodo   | Incontri | Record | V%   | Cemento     | Erba       | Terra       | Ultimo incontro                                                       |
| --------------------------------------- | --------- | -------- | ------ | ---- | ----------- | ---------- | ----------- | --------------------------------------------------------------------- |
| Giocatori classificati nº1 del ranking  |           |          |        |      |             |            |             |                                                                       |
| Andy Murray                             | 2019–2024 | 6        | 3–3    | 50%  | 1–3         | 2–0        | –           | Perso (6–4, 3–6, 4–6) Miami Open 2024 1º Turno                        |
| Carlos Alcaraz                          | 2021–2023 | 4        | 1–3    | 25%  | 1–1         | 0–1        | 0–1         | Perso (6–3, 3–6, 3–6, 3–6) Wimbledon 2023 4º Turno                    |
| Novak Đoković                           | 2019–2025 | 5        | 1–4    | 20%  | 1–2         | 0–1        | 0–1         | Vinto (7–6(4), 6–2) Doha 2025 1º Turno                                |
| Daniil Medvedev                         | 2018–2022 | 3        | 0–3    | 0%   | 0–3         | –          | –           | Perso (2–6, 7–6(5), 4–6) ATP Cup 2022 Round Robin                     |
| Jannik Sinner                           | 2023–2024 | 2        | 0–2    | 0%   | 0–1         | 0–1        | –           | Perso (6(3)–7, 6(4)–7, 6–2, 6(4)–7) Wimbledon 2024 2º Turno           |
| Rafael Nadal                            | 2019–2022 | 2        | 0–2    | 0%   | 0–2         | –          | –           | Perso (3–6, 2–6, 6–3, 3–6) Australian Open 2022 Semifinale            |
| Roger Federer                           | 2019      | 2        | 0–2    | 0%   | 0–1         | 0–1        | –           | Perso (6(2)–7, 3–6) ATP Finals 2019 Round Robin                       |
| Giocatori classificati nº2 del ranking  |           |          |        |      |             |            |             |                                                                       |
| Casper Ruud                             | 2019–2023 | 7        | 3–4    | 43%  | 2–1         | –          | 1–3         | Vinto (6–4, 6–4) United Cup 2023 Round Robin                          |
| Alexander Zverev                        | 2018–2025 | 7        | 3–4    | 43%  | 0–2         | 1–0        | 2–2         | Vinto (2-6, 6-3, 7-5) Monte Carlo Masters 2025 2° Turno               |
| Giocatori classificati nº3 del ranking  |           |          |        |      |             |            |             |                                                                       |
| Dominic Thiem                           | 2018–2022 | 6        | 4–2    | 67%  | 3–1         | –          | 1–1         | Vinto (6–1, 6–4) Gstaad 2022 Semifinale                               |
| Stefanos Tsitsipas                      | 2019–2024 | 4        | 1–3    | 25%  | 0–2         | –          | 1–1         | Vinto (7–6(6), 7–5) Gstaad 2024 Semifinale                            |
| Grigor Dimitrov                         | 2019      | 2        | 1–1    | 50%  | 1–0         | –          | 0–1         | Vinto (6–3, 6–3) Vienna 2019 2º Turno                                 |
| David Ferrer                            | 2018      | 1        | 0–1    | 0%   | –           | 0–1        | –           | Perso (5–7, 3–6) Eastbourne 2018 1º Turno                             |
| Giocatori classificati nº4 del ranking  |           |          |        |      |             |            |             |                                                                       |
| Holger Rune                             | 2022–2025 | 5        | 1–4    | 20%  | 1–4         | –          | –           | Perso (6(3)–7, 6–2, 3–6, 6(6)–7) Australian Open 2024 2º Turno        |
| Taylor Fritz                            | 2019–2024 | 4        | 0–4    | 0%   | 0–4         | –          | –           | Perso (3–6, 6(1)–7, 1–6) US Open 2024 2º Turno                        |
| Giocatori classificati nº5 del ranking  |           |          |        |      |             |            |             |                                                                       |
| Andrej Rublëv                           | 2018–2020 | 5        | 3–2    | 60%  | 2–2         | –          | 1–0         | Perso (6–4, 3–6, 3–6, 3–6) US Open 2020 4º Turno                      |
| Kevin Anderson                          | 2021      | 1        | 1–0    | 100% | 1–0         | –          | –           | Vinto (7–6(9), 7–5, 6–3) Australian Open 2021 3º Turno                |
| Jo-Wilfried Tsonga                      | 2019      | 1        | 0–1    | 0%   | 0–1         | –          | –           | Perso (4–6, 3–6) Parigi 2019 Semifinale                               |
| Giocatori classificati nº6 del ranking  |           |          |        |      |             |            |             |                                                                       |
| Félix Auger-Aliassime                   | 2019–2024 | 7        | 5–2    | 71%  | 2–2         | 2–0        | 1–0         | Vinto (7–6(7), 7–6(2)) Gstaad 2024 Quarti di finale                   |
| Alex de Minaur                          | 2021–2025 | 4        | 3–1    | 75%  | 1–1         | 2–0        | –           | Vinto (6–3, 7–6(7)) Miami Open 2025 4º Turno                          |
| Hubert Hurkacz                          | 2019–2023 | 3        | 2–1    | 67%  | 1–1         | 1–0        | –           | Vinto (6–4, 3–6, 6–3) United Cup 2023 Quarti di finale                |
| Gaël Monfils                            | 2019–2022 | 3        | 3–0    | 100% | 3–0         | –          | –           | Vinto (6–4, 6–4, 3–6, 3–6, 6–2) Australian Open 2022 Quarti di finale |
| Gilles Simon                            | 2018      | 2        | 1–1    | 50%  | –           | 0–1        | 1–0         | Vinto (1–6, 6–3, 6–4) Kitzbühel 2018 1º Turno                         |
| Giocatori classificati nº7 del ranking  |           |          |        |      |             |            |             |                                                                       |
| Richard Gasquet                         | 2019–2022 | 2        | 2–0    | 100% | 1–0         | –          | 1–0         | Vinto (6–4, 6–4) Gstaad 2022 2º Turno                                 |
| Fernando Verdasco                       | 2019      | 1        | 1–0    | 100% | 1–0         | –          | –           | Vinto (4–6, 7–5, 6–4) Sofia 2019 Quarti di finale                     |
| David Goffin                            | 2019      | 1        | 0–1    | 0%   | –           | 0–1        | –           | Perso (6(4)–7, 4–6) Halle 2019 Semifinale                             |
| Giocatori classificati nº8 del ranking  |           |          |        |      |             |            |             |                                                                       |
| Karen Chačanov                          | 2019–2024 | 5        | 4–1    | 80%  | 2–1         | 2–0        | –           | Perso (1–6, 4–6) Vienna 2024 Quarti di finale                         |
| Cameron Norrie                          | 2021–2025 | 2        | 2–0    | 100% | 1–0         | 1–0        | –           | Vinto (6(4)–7, 6–4, 6–1, 6–3) Australian Open 2025 1º Turno           |
| Diego Schwartzman                       | 2019      | 2        | 1–1    | 50%  | –           | 1–0        | 0–1         | Vinto (6(5)–7, 7–6(2), 4–6, 7–6(5), 6–3) Wimbledon 2019 3º Turno      |
| Marcos Baghdatis                        | 2019      | 1        | 1–0    | 100% | –           | 1–0        | –           | Vinto (6–1, 7–6(4), 6–3) Wimbledon 2019 2º Turno                      |
| Jack Sock                               | 2018      | 1        | 1–0    | 100% | –           | 1–0        | –           | Vinto (6(5)–7, 6(3)–7, 6–4, 7–5, 6–2) Wimbledon 2018 1º Turno         |
| Giocatori classificati nº9 del ranking  |           |          |        |      |             |            |             |                                                                       |
| Roberto Bautista Agut                   | 2018–2021 | 5        | 4–1    | 80%  | 2–1         | –          | 2–0         | Vinto (6–3, 7–5) ATP Cup 2021 Semifinale                              |
| Fabio Fognini                           | 2017–2021 | 2        | 1–1    | 50%  | –           | –          | 1–1         | Vinto (6–3, 6–4) Madrid 2021 2º Turno                                 |
| Tommy Paul                              | 2022      | 2        | 1–1    | 50%  | 0–1         | 1–0        | –           | Vinto (6–4, 6–2) Queen's 2022 Quarti di finale                        |
| Giocatori classificati nº10 del ranking |           |          |        |      |             |            |             |                                                                       |
| Denis Shapovalov                        | 2018–2024 | 3        | 1–2    | 33%  | 0–2         | 1–0        | –           | Vinto (6–4, 6–4) Stuttgart Open 2024 2º Turno                         |
| Frances Tiafoe                          | 2018–2024 | 3        | 2–1    | 67%  | 1–1         | –          | 1–0         | Vinto (6–3, 6(6)–7, 6–3) Vienna 2024 2º Turno                         |
| Pablo Carreño Busta                     | 2022      | 2        | 1–1    | 50%  | 1–1         | –          | –           | Perso (3–6, 2–6) Rogers Cup 2022 1º Turno                             |
| Lucas Pouille                           | 2019      | 1        | 1–0    | 100% | –           | –          | 1–0         | Vinto (6–2, 6–4) Roma 2019 1º Turno                                   |
| Ernests Gulbis                          | 2018      | 1        | 1–0    | 100% | –           | –          | 1–0         | Vinto (6–2, 3–6, 6–4, 6–4) Open di Francia 2018 2º Turno              |
| Totale                                  | 2017–2025 | 118      | 58–60  | 49%  | 28–41 (41%) | 16–7 (70%) | 14–12 (54%) | * Statistiche aggiornate al 19 febbraio 2025.                         |

### Testa a testa con giocatori classificati top 11-20
Record di Berrettini contro giocatori che sono stati classificati numero 11-20 del ranking mondiale
In grassetto sono indicati i giocatori ancora in attività.
- Nikoloz Basilašvili 4–1
- Cristian Garín 2–1
- Sebastián Báez 1–0
- Marco Cecchinato 1–0
- Francisco Cerúndolo 1–0
- Borna Ćorić 1–0
- Pablo Cuevas 1–0
- Philipp Kohlschreiber 1–0
- Nick Kyrgios 1–0

- Feliciano López 1–0
- Viktor Troicki 1–0
- Kyle Edmund 1–1
- Lorenzo Musetti 1–1
- Andreas Seppi 1–1
- Jack Draper 0–1
- Chung Hyeon 0–1
- Reilly Opelka 0–1
- Sam Querrey 0–1

* Statistiche aggiornate al 19 febbraio 2025.

### Vittorie contro top 10 per stagione
| Anno     | 2019 | 2021 | 2023 | 2024 | 2025 | Totale |
| -------- | ---- | ---- | ---- | ---- | ---- | ------ |
| Vittorie | 6    | 1    | 2    | 0    | 2    | 11     |

| Anno | N.  | Avversario            | Ranking | Torneo                           | Superficie  | Turno | Punteggio     |
| 2019 | 1.  | Alexander Zverev      | 5       | Internazionali d'Italia, Roma    | Terra rossa | 2T    | 7–5, 7–5      |
| 2019 | 2.  | Karen Chačanov        | 9       | Stuttgart Open, Stoccarda        | Erba        | 2T    | 6–4, 6–2      |
| 2019 | 3.  | Karen Chačanov (2)    | 9       | Halle Open, Halle                | Erba        | QF    | 6–2, 7–6(4)   |
| 2019 | 4.  | Roberto Bautista Agut | 10      | Shanghai Masters, Shanghai       | Cemento     | 3T    | 7–6(5), 6–4   |
| 2019 | 5.  | Dominic Thiem         | 5       | Shanghai Masters, Shanghai       | Cemento     | QF    | 7–6(8), 6–4   |
| 2019 | 6.  | Dominic Thiem (2)     | 5       | ATP Finals, Londra               | Cemento (i) | RR    | 7–6(3), 6–3   |
| 2021 | 7.  | Dominic Thiem (3)     | 3       | ATP Cup, Melbourne               | Cemento     | RR    | 6–2, 6–4      |
| 2023 | 8.  | Casper Ruud           | 3       | United Cup, Brisbane             | Cemento     | RR    | 6–4, 6–4      |
| 2023 | 9.  | Hubert Hurkacz        | 10      | United Cup, Brisbane             | Cemento     | QF    | 6–4, 3–6, 6–3 |
| 2025 | 10. | Novak Đoković         | 7       | Qatar Open, Doha                 | Cemento     | 1T    | 7–6(4), 6–2   |
| 2025 | 11. | Alexander Zverev (2)  | 2       | Monte Carlo Masters, Monte Carlo | Terra rossa | 2T    | 2–6, 6–3, 7–5 |

## Testa di serie nei tornei del Grande Slam
| Legenda (Slam vinti/ numero volte) |
| ---------------------------------- |
| Testa di serie nº1 (0 / 0)         |
| Testa di serie nº2 (0 / 0)         |
| Testa di serie nº3 (0 / 0)         |
| Testa di serie nº4–10 (0 / 8)      |
| Testa di serie nº11–32 (0 / 5)     |
| Non testa di serie/WC (0 / 10)     |

| Anno | Australian Open    | Roland Garros      | Wimbledon            | US Open            |
| ---- | ------------------ | ------------------ | -------------------- | ------------------ |
| 2017 | Non giocato        | Non giocato        | Non giocato          | Non giocato        |
| 2018 | Non testa di serie | Non testa di serie | Non testa di serie   | Non testa di serie |
| 2019 | Non testa di serie | 29                 | 17                   | 24                 |
| 2020 | 8                  | 7                  | Torneo non disputato | 6                  |
| 2021 | 9                  | 9                  | 7                    | 6                  |
| 2022 | 7                  | Non giocato        | Non giocato          | 13                 |
| 2023 | 13                 | Non giocato        | Non testa di serie   | Non testa di serie |
| 2024 | Non giocato        | Non giocato        | Non testa di serie   | Non testa di serie |
| 2025 | Non testa di serie | Non giocato        | 32                   |                    |

## Striscia di vittorie

### Vittorie consecutive nei tornei del circuito ATP (12)
| Vittoria n. | Torneo                   | Data     | Superficie  | Turno | Avversario              | Rank | Ris | Punteggio        |
| ----------- | ------------------------ | -------- | ----------- | ----- | ----------------------- | ---- | --- | ---------------- |
| 1           | Boss Open 2022           | 06/06/22 | Erba        | 2T    | Radu Albot              | 121  | V   | 6–2, 4–6, 3–6    |
| 2           | Boss Open 2022           | 06/06/22 | Erba        | QF    | Lorenzo Sonego          | 32   | V   | 3–6, 6–3, 6–4    |
| 3           | Boss Open 2022           | 06/06/22 | Erba        | SF    | Oscar Otte              | 61   | V   | 7–6(7), 7–6(5)   |
| 4           | Boss Open 2022           | 06/06/22 | Erba        | F     | Andy Murray             | 68   | V   | 6–4, 5–7, 6–3    |
| 5           | Cinch Championships 2022 | 13/06/22 | Erba        | 1T    | Daniel Evans            | 31   | V   | 6–3, 6–3         |
| 6           | Cinch Championships 2022 | 13/06/22 | Erba        | 2T    | Denis Kudla             | 82   | V   | 3–6, 7–6(5), 6–4 |
| 7           | Cinch Championships 2022 | 13/06/22 | Erba        | QF    | Tommy Paul              | 35   | V   | 6–4, 6–2         |
| 8           | Cinch Championships 2022 | 13/06/22 | Erba        | SF    | Botic van de Zandschulp | 29   | V   | 6–4, 6–3         |
| 9           | Cinch Championships 2022 | 13/06/22 | Erba        | F     | Filip Krajinović        | 48   | V   | 7–5, 6–4         |
| 10          | Swiss Open Gstaad 2022   | 18/07/22 | Terra rossa | 2T    | Richard Gasquet         | 64   | V   | 6–4, 6–4         |
| 11          | Swiss Open Gstaad 2022   | 18/07/22 | Terra rossa | QF    | Pedro Martínez          | 52   | V   | 3–6, 7–6(5), 6–1 |
| 12          | Swiss Open Gstaad 2022   | 18/07/22 | Terra rossa | SF    | Dominic Thiem           | 274  | V   | 6–1, 6–4         |

## Guadagni in carriera
| Anno     | Grande Slam | ATP Tour | Totale | Guadagni ($) | Posizione |
| -------- | ----------- | -------- | ------ | ------------ | --------- |
| 2013     | 0           | 0        | 0      | $156         | NA        |
| 2014     | 0           | 0        | 0      | $1,595       | NA        |
| 2015     | 0           | 0        | 0      | $8,695       | NA        |
| 2016     | 0           | 0        | 0      | $7,586       | NA        |
| 2017     | 0           | 0        | 0      | $84,667      | NA        |
| 2018     | 0           | 1        | 1      | $709,801     | 79        |
| 2019     | 0           | 2        | 2      | $3,022,462   | 8         |
| 2020     | 0           | 0        | 0      | $689,245     | 38        |
| 2021     | 0           | 2        | 2      | $3,201,128   | 5         |
| 2022     | 0           | 2        | 2      | $2,193,649   | 17        |
| 2023     | 0           | 0        | 0      | $826,736     | 44        |
| 2024     | 0           | 3        | 3      | $744,052     | 85        |
| Carriera | 0           | 10       | 10     | $12,290,898  | 72        |

- Aggiornato al 9 settembre 2024

## Partecipazioni nazionali

### ATP Cup

#### Singolare (4–3)
| Anno | Numero | Avversario            | Ranking | Superficie | Turno | Punteggio        |
| 2021 | 1.     | Dominic Thiem         | 3       | Cemento    | RR    | 6–2, 6–4         |
| 2021 | 2.     | Gaël Monfils          | 11      | Cemento    | RR    | 6–4, 6–2         |
| 2021 | 3.     | Roberto Bautista Agut | 13      | Cemento    | SF    | 6–3, 7–5         |
| 2021 | 4.     | Daniil Medvedev       | 4       | Cemento    | F     | 4–6, 2–6         |
| 2022 | 5.     | Alex de Minaur        | 34      | Cemento    | RR    | 3–6, 6(4)–7      |
| 2022 | 6.     | Ugo Humbert           | 31      | Cemento    | RR    | 6–4, 7–6(6)      |
| 2022 | 7.     | Daniil Medvedev       | 2       | Cemento    | RR    | 2–6, 7–6(5), 4–6 |

### United Cup

#### Singolare (3–2)
| Anno | Numero | Avversario         | Ranking | Superficie | Turno | Punteggio        |
| 2023 | 1.     | Thiago Monteiro    | 71      | Cemento    | RR    | 6–4, 7–6(7)      |
| 2023 | 2.     | Casper Ruud        | 3       | Cemento    | RR    | 6–4, 6–4         |
| 2023 | 3.     | Hubert Hurkacz     | 10      | Cemento    | QF    | 6–4, 3–6, 6–3    |
| 2023 | 4.     | Stefanos Tsitsipas | 4       | Cemento    | SF    | 6–4, 6(2)–7, 4–6 |
| 2023 | 5.     | Taylor Fritz       | 9       | Cemento    | F     | 6(4)–7, 6(6)–7   |